# Advokatfirman Vinge

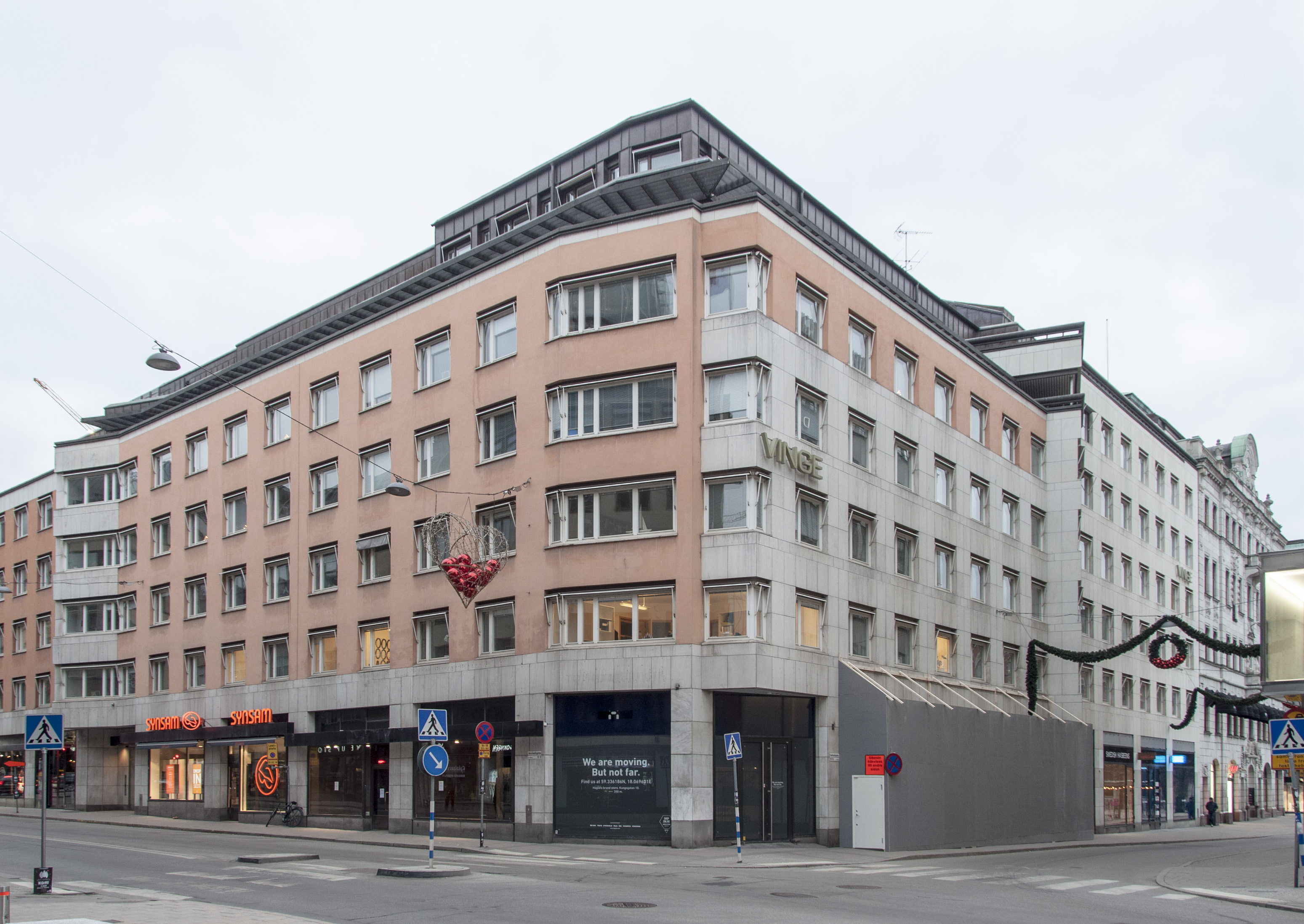
Vinges kontor i Stockholm

Advokatfirman Vinge är en av Nordens största advokatfirmor med kontor på tre platser i Sverige (Stockholm, Göteborg och Malmö) samt även i Bryssel. Vinge beskriver sig själv som en affärsjuridisk fullservicebyrå med cirka 500 medarbetare. 
Vinge grundades 1983 genom en sammanslagning mellan fyra advokatbyråer: Vinge Ramberg Dahlin i Göteborg och Stockholm, Adolf Öhmans i Stockholm, Olsson & Lidgard i Helsingborg samt Almgren, Forkman och Liedholm i Malmö.
Advokat Karl-Axel Vinge (1891–1961) drev advokatbyrå i Göteborg och har fått ge namn till det som idag är Advokatfirman Vinge.

## Samarbete med högskolor och universitet
Företaget är en av medlemmarna, benämnda Partners, i Handelshögskolan i Stockholms partnerprogram för företag som bidrar finansiellt till högskolan och nära samarbetar med den vad gäller forskning och utbildning.